# Hilton Munich Airport

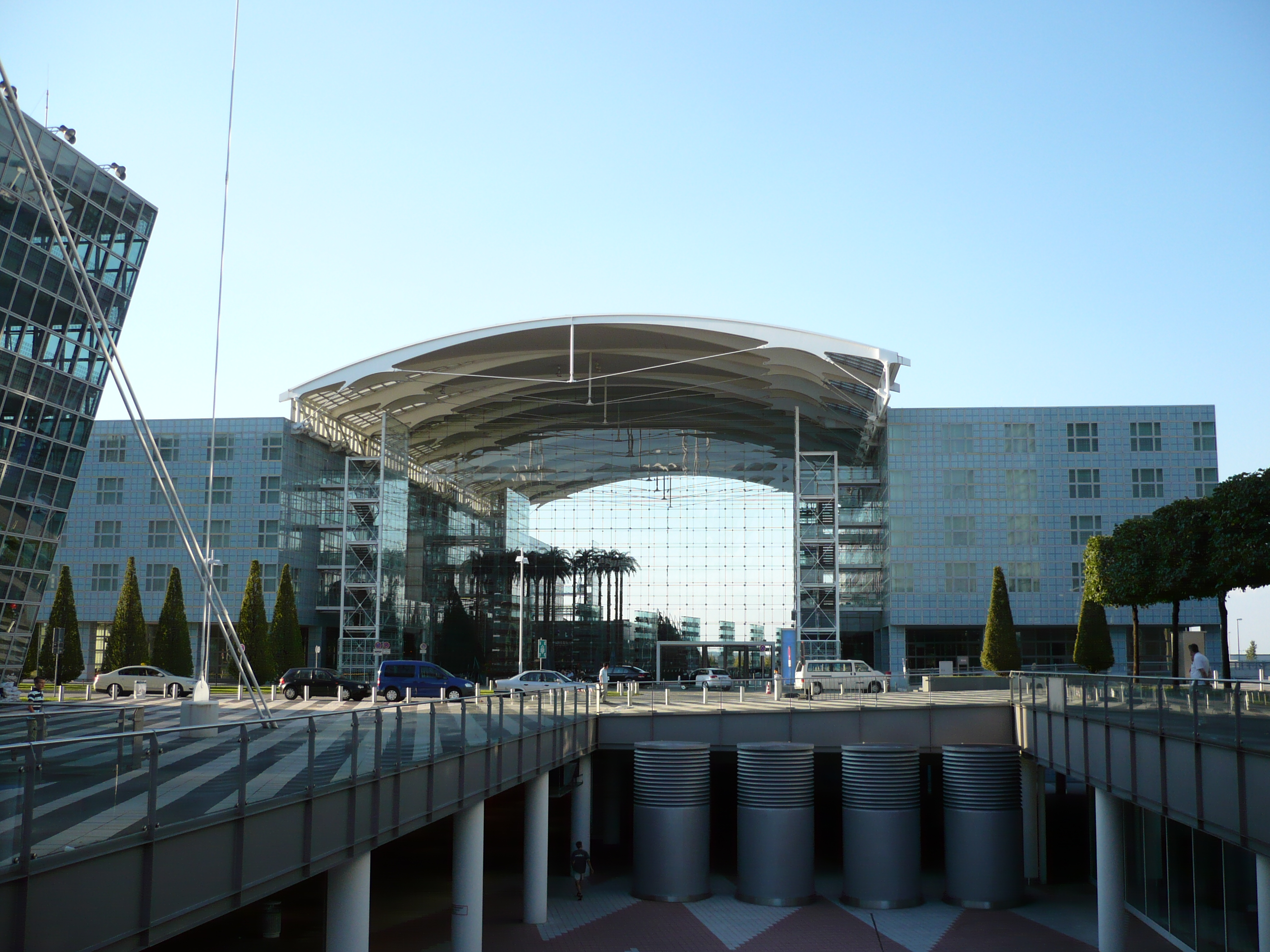
Hilton Munich Airport

Das Hilton Munich Airport (früher Kempinski Hotel Airport München) ist ein Flughafenhotel am Flughafen München. Das 1994 zwei Jahre nach dem Flughafen-Umzug eröffnete Hotel in Eigentum  der Flughafen München GmbH wurde bis Ende 2014 von der deutschen Hotelgruppe Kempinski betrieben, seit 2015 ist die Hilton-Gruppe Betreiber. Anfangs war des Hotel – neben der Halle F – der einzige Bau östlich der „Terminalstraße Mitte“ und wirkte isoliert. Durch die Erweiterungsbauten (MAC, 1999, Terminal 2, 2003) nimmt es nun – wie von Anfang an geplant – eine zentrale Position zwischen den Terminals, mit kurzen Wegen zu allen Modulen und Funktionsbereichen des Flughafens, ein.
Deutschlandweit bekannt ist das Hotel aufgrund der regelmäßigen Liveübertragung des Sport1-Fußballstammtisches Doppelpass an den meisten Sonntagen des Jahres.
2009 wurde es mit dem World Travel Award in der Kategorie Europe's Leading Airport Hotel (Europas führendes Flughafenhotel) ausgezeichnet.

## Architektur
Der Stahl- und Glasbau wurde von dem Deutsch-Amerikaner Helmut Jahn entworfen. Der Innenarchitekt war Jan Wichers. Die Außenanlagen, die den Gärten von Versailles nachempfunden sind, wurden vom amerikanischen Gartenarchitekten Peter Walker geplant. Das Hotel setzt sich aus zwei Gebäudeflügeln zusammen, deren Grundflächen jeweils 21 mal 114 Meter einnehmen. Diese beiden Flügel sind durch eine 1400 Quadratmeter große und 24 Meter hohe Atriumhalle mit Glasdach verbunden, in der sich unter anderem ein Palmengarten befindet. Die Dachgestaltung lehnt sich an die der Fahrsteig-Überdachungen der Verbindungswege zwischen Terminal 1 und Halle F sowie dem MAC an – sie stilisiert die bayerische Raute.

## Ausstattung
Das Fünf-Sterne-Hotel hatte zu Beginn 369 Zimmer, nach Umbau und Erweiterung in den Jahren 2015–2017 stehen nun 550 Zimmer und Suiten in unterschiedlichen Preiskategorien zur Verfügung, der Tagungsbereich umfasst 30 Veranstaltungsräume auf 3463 m² Eventfläche.  Zudem gehören ein zweigeteiltes Restaurant, eine Bar, ein 1200 m² großer Wellness-Bereich sowie verschiedene Massage- und Schönheitsangebote zum Portfolio. Die Kosten für den Ausbau betrugen insgesamt 43 Millionen Euro.

## RestaurantMountain Hub Social Dining / Mountain Hub Gourmet
Neben dem Restaurant Mountain Hub Social Dining gibt es das Mountain Hub Gourmet, das seit 2022 mit einem Michelinstern ausgezeichnet ist. Seit 2023 ist Marcel Tauschek Küchenchef. Das Mountain Hub Gourmet ist das einzige Sternerestaurant an einem Flughafen in Europa.